# Федерация евро-азиатских фондовых бирж
Федерация евро-азиатских фондовых бирж была создана в 1995 г. по инициативе и под эгидой одной из самых развитых и передовых фондовых бирж региона — Стамбульской. Фондовая биржа Молдавии в 1995 г. стала одним из учредителей FEAS. К настоящему времени количество членов FEAS приближается к 35. Целью федерации является: развитие рынков капитала входящих в неё стран в части совершенствования организационной структуры, решение проблем регулирования и саморегулирования механизма для брокеров и дилеров, организации эффективного мониторинга. Головной офис Федерации евро-азиатских фондовых бирж был переведен из Стамбула в армянскую столицу Ереван. Решение об этом было принято единогласно на генеральной ассамблее FEAS в Тегеране 16 мая 2017 года. Со дня основания FEAS в 1995 году головной офис организации действовал в Стамбуле.

## Члены
- Армения — Армянская фондовая биржа, Central Depository of Armenia
- Беларусь — Белорусская валютно-фондовая биржа
- Болгария — Болгарская фондовая биржа — София
- Хорватия — Загребская фондовая биржа
- Египет — Египетская биржа, Misr Clearing, Settlement and Central Depository
- Иран — Тегеранская фондовая биржа, Tehran Stock Exchange Services Company, Central Securities Depository of Iran
- Ирак — Иракская фондовая биржа
- Иордания — Амманская фондовая биржа, Securities Depository Center (Jordan)
- Казахстан — Казахстанская фондовая биржа
- Румыния — Бухарестская фондовая биржа
- Сербия — Белградская фондовая биржа
- Узбекистан — Республиканская фондовая биржа «Тошкент»
- ОАЭ — Abu Dhabi Securities Exchange